# Ernst Siegmann
Ernst Georg Siegmann (* 29. April 1915 in Hamburg; † 19. Juli 1981 in Würzburg) war ein deutscher Klassischer Philologe.
Siegmann studierte ab 1935 Klassische Philologie, Alte Geschichte und Archäologie an der Universität Hamburg, wo er Schüler von Bruno Snell war und 1941 über Sophokles’ Ichneutai promovierte. Bis 1948 war er Lehrbeauftragter an der Universität Hamburg. Dann wechselte er an die Universität Heidelberg, wo er Assistent von Otto Regenbogen wurde und 1953 seine Habilitation über Aischylos’ Satyrspielfragmente erreichte. 1959 wurde er zum außerplanmäßigen Professor ernannt.
1960 erhielt er einen Lehrstuhl für Klassische Philologie an der Universität Würzburg und unterrichtete dort Gräzistik und Latinistik. Er war zweimal Dekan und gehörte dem Senat der Universität an.
Siegmann war verheiratet mit Barbara Hauptmann, einer Enkelin von Gerhart Hauptmann und hat mit ihr drei Kinder und fünf Enkelkinder.

## Schriften
- Untersuchungen zu Sophokles' Ichneutai. Dazu einige neue Lesungen im Euryplos-Papyrus. Bonn/Hamburg 1941 (Dissertation, Universität Hamburg)
- Literarische griechische Texte der Heidelberger Papyrussammlung. Heidelberg 1956
- Homer. Vorlesungen über die Odyssee. Würzburg 1987